# Dolsk
Dolsk (polsky historicky Dolsko) je město v Polsku ve Velkopolském vojvodství, v okrese Śrem. Město leží mezi dvěma jezery – Dolskie Wielkie a Dolskie Małe. První zmínka o něm pochází již z roku 1136. V současné době zažívá rozvoj zejména díky turistickému ruchu. V roce 2024 zde žilo 1 551 obyvatel.